# چت فیکشن
چت‌فیکشن (گپ‌وگفت داستانی) قالبی است از داستان وب که صرفاً در قالب متن پیام یا پیام‌های فوری نوشته شده‌است. اولین آثار مرتبط از طریق برنامه‌های اختصاصی تلفن همراه شناخته شدند. اولین نسخهٔ آن هوکد (Hooked) بود که در سال ۲۰۱۵ راه‌اندازی شد. این قالب در بین نوجوانان و بزرگسالان محبوب شد و سایر سیستم عامل‌های رقابتی از جمله Yarn و Tap در میان آن‌ها طرفدار پیدا کرد.
تجسم ادبیات داستانی در دهه‌های اخیر شدت گرفته‌است و گونه‌ای جدید از ادبیات را شامل می‌شود که از ترکیب اشکال مختلف محتوا از قبیل متن، صدا، تصویر، تصویر متحرک، ویدیو و محتوای تعاملی استفاده می‌کند. دستگاه‌های چندرسانه‌ای شامل سیستم‌های الکترونیکی و کامپیوتری می‌شوند که با هدف تجربه و پردازش محتوای چندرسانه‌ای به‌کار گرفته می‌شوند. چت‌فیکشن به‌عنوان ژانر جدیدی از خانوادهٔ چندرسانه‌ای‌ها دربارهٔ گونه‌ای از ادبیات داستانی سخن می‌گوید که در آن نقش‌های مخاطب و راوی دستخوش تغییر می‌شوند.
این نوع از ژانر ادبی برای اولین‌بار به‌طور رسمی توسط مقاله‌ای از مهدی قاسمی شاندیز به‌همراه نمونهٔ چت‌فیکشنی از ساحل نوری به ادبیات پارسی زبان معرفی شده‌است.هم‌چنین، نمونه‌های داستانی چت‌فیکشن در زبان پارسی در اولین شمارهٔ گاهنامهٔ الکترونیکی آنتی‌مانتال در شهریور ۹۹ به انتشار رسیده‌است.

## پیشینه
اولین پلتفرم داستانی چت، هوکد، توسط پررنا گوپتا و پاراگ کوردیا ساخته شد که مشغول نوشتن یک رمان بودند و تصمیم به انجام آزمایش A / B برای سنجش ترجیحات خواننده گرفتند. آن‌ها دریافتند که بیشتر مخاطبان هدف نوجوانان خود نتوانستند گزیده‌ای از ۱۰۰۰ کلمه از رمان‌های پرفروش جهان را به پایان برسانند، اما داستان‌هایی با همان طول نوشته‌شده به‌شکل مکالمات/پیام متنی را می‌خوانند. آن‌ها بر این اساس هوک را در سال ۲۰۱۵ توسعه داده و راه‌اندازی کردند. این اپلیکیشن از اواخر سال ۲۰۱۶ محبوبیت بیشتری کسب کرد و به مقام اول فروشگاه App اپل در بین برنامه‌های رایگان در سال ۲۰۱۷ رسید. برنامه‌های رقابتی در همان سال شروع به راه‌اندازی کردند از جمله Yarn که همچنین روی داستان‌های تعاملی تمرکز دارد و Tap که توسط بستر انتشار آنلاین وات پد ایجاد شده‌است.

## قالب
داستان‌های قالب چت‌فیکشن به‌صورت مکالمات متنی دیجیتال بین دو یا چند کاراکتر، بدون هیچ روایتی ارائه می‌شوند. این قالب گزینه. های ممکن برای داستان‌نویسی را محدود می‌کند و برای نویسندگان در انتقال روایت فقط از طریق گفتگو، چالش ایجاد می‌کند. بیشتر داستان‌های محبوب مربوط به ژانرهای ترسناک و هیجان‌انگیز است. این فرمت در بین نوجوانان و بزرگسالان بسیار مجبوب است، اگرچه به‌دلیل عدم ارائهٔ تجربهٔ مطالعه پرمعنا مورد انتقاد قرار گرفته‌است.
برنامه‌های کاربردی معمولاً داستان را به‌صورت مرحله‌ای ارائه می‌دهند و کاربر با بالابردن صفحه داستان را از طریق پیام متنی پیش می‌برد. برخی از سیستم‌عامل‌ها دارای نوشته‌های پولی هستند، در حالی‌که برخی دیگر به اهدای مبلغ داوطلبانه کاربران تکیه دارند. درآمد معمولاً مبتنی بر یک مدل فریمیوم است و دسترسی معمولی رایگان است ولی دیگر امکانات دنبال کنندگان مانند حذف محدودیت‌ها و مزایای دیگر پولی است.